# Wentworth Miller
Wentworth Earl Miller III (Chipping Norton, 2 de junho de 1972), é um ator e argumentista norte-americano nascido na Inglaterra. Ganhou visibilidade pelo seu papel na série de televisão da FOX, Prison Break (2005–2017), onde interpreta o protagonista Michael Scofield. Foi indicado pela primeira vez ao Globo de Ouro de Melhor Ator em Série Dramática em 2005, pela sua performance em Prison Break.

## Biografia
Nasceu em Chipping Norton, Oxfordshire, na Inglaterra, dia 2 de Junho de 1972; filho de Joy Marie, professora de educação especial e Wentworth Earl Miller II, advogado e professor. O seu pai, era bolseiro na Universidade de Oxford quando Miller nasceu. Wentworth disse em 2003, que o seu pai é negro e a sua mãe, branca. O pai é de ascendência afro-americana, jamaicana, alemã e inglesa; e a mãe de ascendência russa, sueca, francesa, holandesa, síria e libanesa.
A família de Wentworth mudou-se para o Brooklyn, em Nova Iorque, quando ele tinha um ano. Tem dupla nacionalidade e três irmãos: Leigh, Gillian e Wêdson. Miller frequentou a Midwood High School, em Brooklyn.
Participou no SING!, uma Produção Musical Anual organizada pela Midwood. Formou-se na Universidade de Princeton, com diploma de bacharel em Literatura Inglesa. Em Princeton, participou no grupo de capela "Princeton Tigertones".
A 21 de agosto de 2013,  afirmou ser gay ao rejeitar o convite do Festival Internacional de Cinema de São Petersburgo.
"Como homem gay, devo recusar", justificou Miller, de raízes russas, mas reconheceu que "adoraria poder dizer sim".
| “ | Estou profundamente perturbado pelo tratamento das pessoas gays pelo governo russo. A situação não é aceitável e eu não posso participar de uma celebração organizada por um país onde pessoas como eu tem seus direitos de amar e viver livremente, negados. | ” |

## Carreira
Em 1995, Miller viajou para Los Angeles em busca de sua carreira no mundo do entretenimento.
| “ | Foi uma longa jornada na vinda e com muitos transtornos, muitas falhas e obstáculos, mas eu não podia desistir. Eu precisava disso como eu preciso de ar, era apenas algo que eu tinha que fazer. | ” |

O seu primeiro papel foi o sensível e introvertido David, da minissérie Dinotopia da ABC. Depois de fazer papéis de menor importância, ele estrelou no filme The Human Stain, no papel da versão jovem de Coleman Silk (Anthony Hopkins).
A sua primeira aparição na televisão foi no seriado Buffy, A Caçadora de Vampiros. Foi convidado para o papel de Michael Scofield no seriado de drama da FOX, Prison Break. Sua atuação fez com que fosse nomeado ao Globo de Ouro em 2005 de Melhor Ator em Série Dramática.
Aparece em dois videoclipes da Mariah Carey, "It's Like That" e "We Belong Together". O diretor Brett Ratner, que dirigiu o primeiro episódio de Prison Break, foi quem dirigiu os dois videoclipes de Mariah. Ratner trouxe a ideia para Mariah de fazer Miller participar nos videoclipes. Depois de mostrar as fotos do Miller para Mariah, ela aceitou. Como os dois primeiros vídeoclipes e o primeiro episódio de Prison Break estavam sendo filmados no mesmo tempo, foi construído um set de filmagem especial dentro do mesmo complexo de estúdios, o que fez com que Miller pudesse trabalhar simultaneamente nos dois projetos. Ele diz:
| “ | Mariah é um ícone internacional. Os dois dias que eu passei fazendo os vídeos dela, fizeram mais para minha carreira, me expôs mais que qualquer coisa que eu fiz antes de Prison Break. Eu sou grato pela oportunidade. | ” |

Miller protagonizou ao lado de Milla Jovovich o quarto filme baseado na série de jogos Resident Evil, dirigido por Paul W. S. Anderson, e fez o papel de um dos personagens mais importantes dos games, Chris Redfield.
Em 2014 participou da série The Flash da emissora The CW como Capitão Frio.

## Filmografia

### Como ator
| Ano             | Título                    | Personagem                 | Notas |
| --------------- | ------------------------- | -------------------------- | --- |
| 2016-2021       | DC's Legends of Tomorrow  | Leonard Snart/Capitão Frio | Série de TV, 1° e 2° Temporadas (Regular), 3° Temporada - Episódios 8, 9 e 10.                                                                             |
| 2014-2019       | The Flash                 | Leonard Snart/Capitão Frio | Série de TV - 1ª Temporada - Episódios 4, 10, 16, 22 e 23 2ª Temporada - Episódios 1, 3, 7 e 9, 3ª Temporada - Episódios 4 e 22, 4° Temporada - Episódio 8 |
| 2012            | The Loft                  | Luke Seacord               | Filme |
| 2011            | House, M.D.               | Benjamin (Paciente)        | Série de TV - Episódio 3 (Charity Case) da oitava temporada                                                                                                |
| 2010            | Resident Evil: Afterlife  | Chris Redfield             | Filme |
| 2009            | Law & Order: SVU          | Nate Kendal                | Série de TV - Primeiro episódio da 11ª temporada |
| 2009            | Prison Break              | Michael Scofield           | Série de TV dramática |
| 2005-2009; 2017 | Prison Break              | Michael Scofield           | Série de TV - regular |
| 2005            | Joan of Arcadia           | Ryan Hunter                | Série de TV - episódios 21 e 22 da 2ª temporada |
| 2005            | Em Contato                | Sargento Paul Adams        | Série de TV - 1º episódio (piloto) da 1ª temporada |
| 2005            | Ameaça Invisível: Stealth | EDI (voz)                  | Filme |
| 2005            | The Confession            | The Prisoner/Tom           | Filme |
| 2003            | The Human Stain           | Coleman Silk Jovem         | Filme |
| 2003            | Underworld                | Dr. Adam Lockwood          | Filme |
| 2002            | Dinotopia                 | David Scott                | Minissérie |
| 2001            | Room 302                  | Server #1                  | Filme |
| 2000            | Popularidade              | Adam Rotchild Ryan         | Série de TV - Episódios 16 e 18 da 1ª temporada |
| 2000            | Time of Your Life         | Nelson                     | Série de TV - Episódio 11 da 1ª temporada |
| 2000            | Plantão Médico            | Mike Palmieri              | Série de TV - Primeiro episódio da 7ª temporada |
| 2000            | Romeo & Juliet            | Paris                      | Filme |
| 1999            | Time of Your Life         | Nelson                     | Série de TV - Episódio 6 da 1ª temporada |
| 1998            | Buffy the Vampire Slayer  | Gage Petronzi              | Série de TV - Episódio 20 da 2ª temporada |

### Globos de Ouro
| Ano  | Categoria               | Série        | Nota     |
| ---- | ----------------------- | ------------ | -------- |
| 2005 | Melhor ator série drama | Prison Break | Indicado |